# روبرت سلون
روبرت سلون (بالإنجليزية: Robert Sloan)‏ هو لاعب كرة قدم بريطاني في مركز نصف الجناح، ولد في 14 يوليو 1983 في بيزلي في المملكة المتحدة. لعب مع بونيس يونايتد وريث روفرز وسانت جونستون ونادي ألوا أثليتيك ونادي إيست فيف وهارت أوف ميدلوثيان.

## وصلات خارجية
- روبرت سلون على موقع قاعدة بيانات كرة القدم.إي يو (الإنجليزية)
- روبرت سلون على موقع Soccerbase.com (لاعب) (الإنجليزية)